# Dreieck Bordesholm
De Dreieck Bordesholm is een knooppunt in de Duitse deelstaat Sleeswijk-Holstein. Op deze splitsing van snelwegen ten westen van het dorp Bordesholm, sluit de A215 vanuit Kiel aan op de A7 (Flensburg-Hamburg).

## Richtingen knooppunt
| Aansluitende wegen              | Aansluitende wegen | Aansluitende wegen            | Aansluitende wegen | Aansluitende wegen         |
| ------------------------------- | ------------------ | ----------------------------- | ------------------ | -------------------------- |
| richting Bordesholm / Flensburg |                    |                               |                    | richting Blumenthal / Kiel |
|                                 |                    |                               |                    |                            |
|                                 |                    |                               |                    |                            |
|                                 |                    |                               |                    |                            |
|                                 |                    | richting Neumünster / Hamburg |                    |                            |